# Negaprion
Negaprion – rodzaj drapieżnych ryb chrzęstnoszkieletowych z rodziny żarłaczowatych (Carcharhinidae). 

## Rozmieszczenie geograficzne
Do rodzaju należą gatunki występujące w wodach Indo-Pacyfiku i zachodniego Oceanu Atlantyckiego.

## Morfologia
Długość ciała do 380 cm; masa ciała do 184 kg.

## Systematyka
Rodzaj zdefiniował w 1940 roku australijski ichtiolog Gilbert Percy Whitley w artykule poświęconym australijskim rybom opublikowanym w czasopiśmie Royal Zoological Society of New South Wales. Gatunkiem typowym jest (oryginalne oznaczenie) N. acutidens.

### Etymologia
- Negaprion: łac. negatus ‘zaprzeczony, odmówiony, stłumiony’, od negare ‘odmówić’; gr. πριων priōn, πριονος prionos ‘piła’[6].
- Mystidens: łac. mysticus  ‘sekret’, od gr. μυστικος mustikos ‘sekret, tajemnica’, od μυεω mueō ‘wtajemniczenie w tajemnice’, od μυω muō ‘zamknąć oko’[7]; dens, dentis ‘ząb’[8]. Gatunek typowy (oryginalne oznaczenie): Mystidens innominatus Whitley, 1944 (= Carcharias acutidens Rüppell, 1837).
- Hemigaleops: rodzaj Hemigaleus Bleeker, 1852; gr. ωψ ōps, ωπος ōpos ‘wygląd, oblicze’[9]. Gatunek typowy (oryginalne oznaczenie): Hemigaleops fosteri Schultz & Welander, 1953 (= Carcharias acutidens Rüppell, 1837).

### Podział systematyczny
Do rodzaju należą następujące gatunki:
- Negaprion acutidens (Rüppell, 1837)
- Negaprion brevirostris (Poey, 1868) – żarłacz żółty[10]
- Negaprion fronto (Jordan & Gilbert, 1882)